# Giertsbeek
De Giertsbeek of Gertsbeek, Zweeds: Giertsbäcken of Gertsbäcken, is een beek annex rivier in Zweden, die door de gemeente Sorsele stroomt, een tiental meter ten zuiden van de grens met Norrbottens län. Het water van de Giertsbeek komt van bergtoppen met een hoogte van meer dan 900 meter boven de zeespiegel. De beek wordt in twee delen gesplitst, de Boven Giertsbeek, Övre Giertsbäcken, van ongeveer 40 kilometer, en de Neder Gertsbeek, de Nedra Gertsbäcken, van 18 kilometer met daartussen het Giertsjaure, eindigt in de Vindelrivier en is ongeveer 66 kilometer lang.
Giertsbeek → Vindelrivier → Ume älv → Botnische Golf